# Lissoclinum
Lissoclinum is een  geslacht van zakpijpen (Ascidiacea) uit de familie Didemnidae en de orde Aplousobranchia.

## Soorten
- Lissoclinum abdominale Monniot F., 1983
- Lissoclinum agriculum Kott, 2005
- Lissoclinum argyllense Millar, 1950
- Lissoclinum aureum Verrill, 1871
- Lissoclinum badium Monniot F. & Monniot C., 1996
- Lissoclinum bilobatum Millar, 1955
- Lissoclinum bistratum (Sluiter, 1905)
- Lissoclinum branchiatus (Buge & Monniot F., 1972)
- Lissoclinum caliginosum Kott, 2001
- Lissoclinum calycis Monniot F., 1992
- Lissoclinum capense (Hartmeyer, 1912)
- Lissoclinum caulleryi (Ritter & Forsyth, 1917)
- Lissoclinum cavum Millar, 1962
- Lissoclinum clavatum Kott, 2005
- Lissoclinum coactum Kott, 2004
- Lissoclinum conchylium Kott, 2001
- Lissoclinum cornutum Monniot F., 1992
- Lissoclinum diversum Kott, 2004
- Lissoclinum durabile Kott, 2001
- Lissoclinum fragile (Van Name, 1902)
- Lissoclinum japonicum Tokioka, 1958
- Lissoclinum karenae Kott, 2005
- Lissoclinum laneum Kott, 2004
- Lissoclinum levitum Kott, 2001
- Lissoclinum limosum Kott, 2001
- Lissoclinum maculatum Kott, 2001
- Lissoclinum marpum Millar, 1953
- Lissoclinum mereti Monniot C. & Monniot F., 1987
- Lissoclinum midui Hirose & Hirose, 2011
- Lissoclinum multitestis Monniot F. & Monniot C., 1996
- Lissoclinum nebulosum Monniot F. & Monniot C., 1996
- Lissoclinum notti Brewin, 1958
- Lissoclinum ostrearium (Michaelsen, 1930)
- Lissoclinum pacificense (Kott, 1981)
- Lissoclinum patella (Gottschaldt, 1898)
- Lissoclinum perforatum (Giard, 1872)
- Lissoclinum polyorchis Monniot F., 1992
- Lissoclinum punctatum Kott, 1977
- Lissoclinum ravarava Monniot C. & Monniot F., 1987
- Lissoclinum reginum Kott, 2001
- Lissoclinum roseum Kott, 2001
- Lissoclinum rubrum Monniot F., 1975
- Lissoclinum scopulosum Kott, 2004
- Lissoclinum sente Kott, 2001
- Lissoclinum spongium Kott, 2001
- Lissoclinum stellatum Kott, 2004
- Lissoclinum taratara Monniot C. & Monniot F., 1987
- Lissoclinum tasmanense (Kott, 1954)
- Lissoclinum textile Monniot F. & Monniot C., 2001
- Lissoclinum textrinum Monniot F., 1992
- Lissoclinum timorense (Sluiter, 1909)
- Lissoclinum triangulum (Sluiter, 1909)
- Lissoclinum triforme (Sluiter, 1909)
- Lissoclinum tuheiavae Monniot C. & Monniot F., 1987
- Lissoclinum tunicatum Monniot F. & Monniot C., 1996
- Lissoclinum vareau Monniot C. & Monniot F., 1987
- Lissoclinum variabile Kott, 2001
- Lissoclinum verrilli (Van Name, 1902)
- Lissoclinum vulgare Monniot F., 1992
- Lissoclinum wandeli Hartmeyer, 1924
- Lissoclinum weigelei Lafargue, 1968

Niet geaccepteerde soorten:
- Lissoclinum albidum (Verrill, 1871) → Didemnum albidum (Verrill, 1871)
- Lissoclinum batailloni Harant, 1927 → Polysyncraton canetense (Brément, 1913)
- Lissoclinum concavum Kott, 2001 → Diplosoma multifidum (Sluiter, 1909)
- Lissoclinum cupuliferum Kott, 1952 → Diplosoma listerianum (Milne Edwards, 1841)
- Lissoclinum dubium (Hartmeyer, 1903) → Lissoclinum aureum Verrill, 1871
- Lissoclinum guinense Monniot F. & Monniot C., 2001 → Lissoclinum taratara Monniot C. Monniot F., 1987
- Lissoclinum luteolum (Verrill, 1871) → Didemnum albidum (Verrill, 1871)
- Lissoclinum molle (Herdman, 1886) → Didemnum molle (Herdman, 1886)
- Lissoclinum multifidum (Sluiter, 1909) → Diplosoma multifidum (Sluiter, 1909)
- Lissoclinum patellum (Gottschaldt, 1898) → Lissoclinum patella (Gottschaldt, 1898)
- Lissoclinum philippinense (Tokioka, 1967) → Lissoclinum triangulum (Sluiter, 1909)
- Lissoclinum pseudoleptoclinum (Drasche, 1883) → Lissoclinum perforatum (Giard, 1872)
- Lissoclinum pulvinum (Tokioka, 1954) → Lissoclinum bistratum (Sluiter, 1905)
- Lissoclinum tenerum Verrill, 1871 → Trididemnum tenerum (Verrill, 1871)
- Lissoclinum timorensis (Sluiter, 1909) → Lissoclinum timorense (Sluiter, 1909)
- Lissoclinum voeltzkowi (Michaelsen, 1920) → Lissoclinum timorense (Sluiter, 1909)